# Atlético Petróleos do Huambo
Atlético Petróleos do Huambo, meistens nur Petro Huambo, ist ein Fußballverein aus der angolanischen Stadt Huambo. Der Verein unterhält auch Sektionen in anderen Sportarten, darunter vor allem Handball, aber auch Basketball, Schach, Kampfsportarten, und Rollhockey.
Präsident des Vereins ist der ehemalige angolanische Manager und Diplomat, José Patrício.
Der Klub empfängt seine Gäste im heimischen Estádio do Ferroviário mit Plätzen für ursprünglich 20.000 Menschen, gelegentlich auch im 8.000 Zuschauer fassenden Estádio dos Kurikutelas, in dem auch der CR Caála zuhause ist.

## Geschichte
Der Klub entstand am 5. Januar 1980 durch die Zusammenführung des jungen Sonangol-Werkklubs Desportivo Sonangol mit dem 1955 gegründeten Atlético de Nova Lisboa. Huambo trug bis zur Unabhängigkeit Angolas von Portugal 1975 den portugiesischen Ortsnamen Nova Lisboa.
Petro Huambo spielte seit 1984 in der höchsten Spielklasse Angolas, dem Girabola. Als beste Platzierung gelang dem Klub mehrmals ein Dritter Platz, zuletzt in der Saison 2003. 2005 zog sich jedoch der Hauptsponsor Sonangol zurück. In der Folge rutschte der Verein finanziell und zunehmend auch sportlich ab. Die Saison 2008 beendete der Verein schließlich als Vorletzter und stieg damit aus dem Girabola in die zweite Liga, den Gira Angola ab. Dort traf Petro Huambo in der Série B der zweigleisigen Gira Angola auf den Lokalrivalen Benfica Huambo. Dies bedeutete eine Neuauflage des traditionellen Lokalderby Huambos, das insbesondere in den 1980er Jahren für Brisanz unter den Fußballfreunden der Stadt sorgte.
In der Aufstiegsrunde zum Girabola, der Segundona, verpasste Petro Huambo 2014 den Aufstieg in seiner Série B. Trotz hoher Erwartungen wurde der Klub am Ende nur Dritter, stattdessen gelang dem Konkurrenten AC Lobito der Aufstieg.

## Erfolge
Als größter nationaler Erfolg kann die Teilnahme am ersten offiziellen angolanischen Pokalwettbewerb 1982 gelten. Dort unterlag der Petro Huambo erst im Finale dem Primeiro de Maio mit 0:2.
Der größte internationale Erfolg war die Teilnahme des Klubs am CAF Confederation Cup 2004, wo man in der ersten Runde gegen die Liberty Professionals aus Ghana ausschied.
| Wettbewerb                 | Runde         | Gegner                 | Hinspiel | Rückspiel |
| -------------------------- | ------------- | ---------------------- | -------- | --------- |
| CAF Confederation Cup 2004 | Qualifikation | Olympic Real de Bangui | w/o      | w/o       |
|                            | 1. Runde      | Liberty Professionals  | 1:0 (H)  | 1:5 (A)   |

|              | Spiele | Siege | Remis | Verl. | Tore |
| Gesamtbilanz | 2      | 1     | 0     | 1     | 2:5  |
| ------------ | ------ | ----- | ----- | ----- | ---- |